# Si tú quieres, Chile cambia
Si tú quieres, Chile cambia fue una coalición electoral chilena que agrupó al Partido Progresista, al Partido Liberal, y diversos movimientos políticos e independientes para las elecciones presidencial, parlamentarias y de consejeros regionales de 2013.

## Historia
Fue inscrita oficialmente ante el Servicio Electoral de Chile el 19 de agosto de 2013. En la práctica fue la coalición heredera de los pactos Nueva Mayoría para Chile y El Cambio por Ti, ambos creados por Marco Enríquez-Ominami en la elección presidencial de 2009 y las elecciones municipales de 2012, respectivamente, debido a la presencia del Partido Progresista, a la cual se sumó el Partido Liberal de Chile (antiguamente denominado ChilePrimero) que decidió apoyar a Enríquez-Ominami en la elección presidencial.
El pacto presentó 4 candidaturas a senadores, 75 a diputados, y 159 a consejeros regionales, resultando electo el presidente del Partido Liberal, Vlado Mirosevic como diputado por Arica y Parinacota, y un par de consejeros regionales.
El logotipo utilizado por el pacto en las cédulas de votación era el mismo utilizado por la campaña presidencial de Marco Enríquez-Ominami, consistente en un corazón formado por franjas de varios colores. La identidad gráfica de dicha campaña fue creada por el publicista brasileño Duda Mendonça.

## Resultados electorales

### Elecciones parlamentarias de 2013
Resultados a nivel nacional.
Diputados
| Partido             | Votos   | Porcentaje | Candidatos | Electos |
| ------------------- | ------- | ---------- | ---------- | ------- |
| Partido Progresista | 236.028 | 3,80       | 49         | 0       |
| Partido Liberal     | 16.595  | 0,27       | 2          | 1       |
| Independientes      | 85.437  | 1,37       | 23         | 0       |
| Total               | 337.823 | 5,43       | 74         | 1       |

Senadores
| Partido        | Votos   | Porcentaje | Candidatos | Electos |
| -------------- | ------- | ---------- | ---------- | ------- |
| Independientes | 105 022 | 2,46       | 4          | 0       |

### Elecciones de consejeros regionales de 2013
| Partido             | Votos   | Porcentaje | Candidatos | Electos |
| ------------------- | ------- | ---------- | ---------- | ------- |
| Partido Progresista | 223.653 | 3,86       | 68         | 2       |
| Partido Liberal     | 5059    | 0,09       | 8          | 0       |
| Independientes      | 133.899 | 2,31       | 71         | 1       |
| Total               | 362.611 | 6,25       | 142        | 3       |